# جاگیر

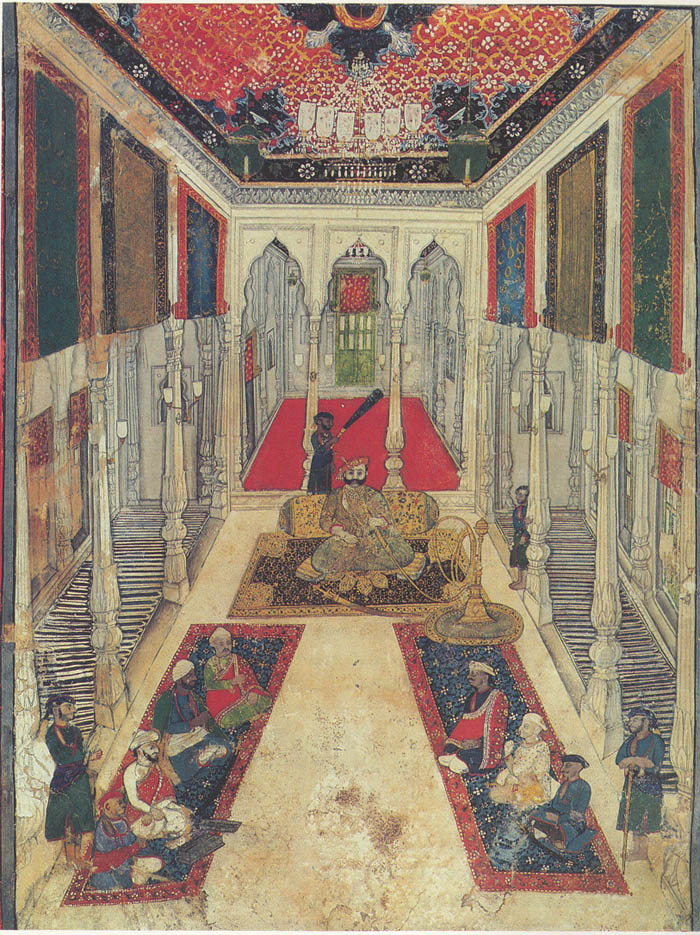
یک راجه دربار مراتی به همراه سردارها و جاگیردارها در پیرامونش.

جاگیر در هندوستان در دوره فرمانروایان فارسی‌زبان چون گورکانیان، به زمین‌هایی گفته می‌شد که از سوی شاهان به فرمانروایان محلی یا سران لشکری و کشوری واگذار می‌شد تا به جای دستمزدهای ماهانه از درآمدهای این زمین‌ها بهره‌مند شوند.
به زمین‌های جاگیر به‌طور جمع، «جاگیرات» می‌گفتند و و فردی که جاگیر به وی واگذار شده با عنوان «جاگیردار» نامیده می‌شد.
جاگیر واژه‌ای فارسی است اما در ایران برای این مفهوم از واژه‌های چون تیول (از مغولی)، اقطاع (از عربی)، سیورغال (از مغولی) و دیگر واژه‌ها چون تیمار، زعامت، و خاص استفاده می‌کردند.
این نظام ارباب‌رعیتی مالکیت زمین توسط سلطان دهلی از قرن سیزدهم معرفی شد، بعدها توسط امپراتوری گورکانی و امپراتوری مراتا به کار گرفته شد و تحت کمپانی هند شرقی بریتانیا ادامه یافت.
برخی از جاگیرداران هندو تحت حکومت امپراتوری گورکانی به عنوان ایالات تابعهٔ مسلمان درآمدند، مانند نواب‌های‌ کورنوول. اکثر ایالات شاهزاده‌نشین هند در دورهٔ استعماری راج بریتانیا از جاگیرداران بودند، مانند جاگیر موهرامپور. اندکی پس از استقلال از تاج‌وتخت بریتانیا در ۱۹۴۷، نظام جاگیرداری در دولت هند در سال ۱۹۵۱ لغو شد.

## شرح
نظام جاگیرداری نوعی نظام ارباب‌رعیتی زمین اهدایی در شبه‌قاره هند در چارچوب نظام زمین‌داری بود.: ۵۷–۵۹  این نظام در دوران اسلامی شبه‌قاره هند از اوایل قرن سیزدهم شکل گرفت و به افراد منصوب توسط دولت اختیار اداره و جمع‌آوری مالیات از یک منطقه داده می‌شد. مستأجران در خدمت جاگیردار محسوب می‌شدند.
دو نوع جاگیر وجود داشت، یکی مشروط و دیگری غیرمشروط. جاگیر مشروط خانواده حاکم را ملزم به نگهداری نیروهای نظامی و ارائه خدمات به دولت در صورت درخواست می‌کرد.: ۶۱–۶۲  این اهدای زمین، که به عربی اقطاع نامیده می‌شد، معمولاً برای طول عمر صاحب آن اعطا می‌شد و پس از مرگ جاگیردار به دولت بازمی‌گشت.
نظام جاگیرداری توسط سلطان‌نشین دهلی معرفی شد، و در دوران امپراتوری گورکانی ادامه یافت. اما با یک تفاوت. در زمان امپراتوری گورکانی، جاگیردار مالیات جمع‌آوری می‌کرد که بخشی از آن را به عنوان حقوق خود نگه می‌داشت و بقیه را به خزانه مغول می‌داد، در حالی که اختیار اداری و نظامی به یک منصوب جداگانه مغول واگذار می‌شد.
پس از سقوط امپراتوری مغول و تصاحب قدرت توسط امپراتوری مراتا، چاران‌ها، راجپوت‌ها، راجپروهیت‌ها، مردم جت و حکومت‌های سیک جاگیر را در اشکال مختلف به کار گرفتند. بعدها، کمپانی هند شرقی بریتانیا این نظام را حفظ کرد.: 61–62 

## تعریف
در پروندهٔ ۱۹۵۵ با عنوان تاکور آمار سینگجی، ایالت راجستان، دیوان عالی هند تعریف زیر از جاگیر را در تفسیر قانون اصلاحات اراضی و بازگشت جاگیرها در راجستان (قانون شمارهٔ VI راجستان، ۱۹۵۲) ارائه داد:
واژهٔ «جاگیر» در اصل به معنای امتیازهایی بود که توسط حکام راجپوت به اعضای قبیله‌شان به‌خاطر خدمات نظامی ارائه‌شده یا موردانتظار اعطا می‌شد. بعدها، امتیازهایی که برای اهداف مذهبی و خیریه و حتی به افراد غیرراجپوت داده می‌شد نیز جاگیر نامیده شد. هم در معنای عمومی و هم در عمل قانون‌گذاری، واژهٔ جاگیر به تمامی امتیازهایی اشاره داشت که به گیرندگان حقوقی در خصوص عایدات زمین اعطا می‌کرد و این همان معنایی است که واژهٔ جاگیر باید بر اساس آن تفسیر شود ...— سینگجی راجستان، (۱۵ آوریل ۱۹۵۵؛ SCR 1955 2 303; AIR 1955 SC 504)

## جانشینی
جاگیر به‌طور فنی یک حکم فئودالی با مدت حیات محدود بود، چرا که پس از مرگ جاگیردار به دولت بازمی‌گشت. با این حال، در عمل، جاگیر به ارث در خط مستقیم پسران جاگیردار می‌رسید.
خانوادهٔ جاگیردار به این ترتیب در عمل، حاکم منطقه بودند، از بخشی از مالیات عایدی داشتند و بقیه را به خزانهٔ دولت تحویل می‌دادند. در دورهٔ حکومت اسلامی و بعدها در مناطقی از هند که تحت کنترل افغان‌ها، سیک‌ها و حکام راجپوت بودند، جاگیردار به تنهایی عمل نمی‌کرد بلکه لایه‌های اداری مختلفی را برای جمع‌آوری درآمد منصوب می‌کرد. به گفتهٔ شاکتی کاک، این مناصب شامل عناوینی همچون پتوار، تحصیلدار، عامل، فوتدار، پرگنه، قانونگو، چهاردار و دیوان بودند.